# Juventina Napoleão
Juventina Napoleão (Assalaino, 22 dicembre 1988) è un'ex maratoneta est-timorese.
Ha esordito internazionalmente in Portogallo nel mezzofondo ai Giochi della Lusofonia, l'anno seguente si è presentata ai Giochi asiatici in Cina gareggiando nella maratona, dopo essere arrivata seconda alla Maratona di Dili nello stesso anno (manifestazione vinta nel 2011). Nel 2012, dopo aver presto parte alla Maratona di Tokyo, si è qualificata ai Giochi olimpici di Londra 2012, terminando la corsa in penultima posizione ma stabilendo un nuovo record personale.

## Palmarès
| Anno | Manifestazione              | Sede      | Evento       | Risultato | Prestazione | Note                          |
| ---- | --------------------------- | --------- | ------------ | --------- | ----------- | ----------------------------- |
| 2009 | Giochi della Lusofonia      | Lisbona   | 5000 m piani | 6ª        | 20'38"00    |                               |
| 2010 | Giochi asiatici             | Canton    | Maratona     | dnf       | dnf         |                               |
| 2012 | Giochi olimpici             | Londra    | Maratona     | 106ª      | 3h05'07"    | Miglior prestazione personale |
| 2013 | Giochi del Sud-est asiatico | Naypyidaw | Maratona     | 4ª        | 3h06'55"    |                               |
| 2015 | Giochi del Sud-est asiatico | Singapore | Maratona     | dnf       | dnf         |                               |